# Carberry Tower
Carberry Tower est une demeure historique classée située dans la région d'East Lothian en Écosse. La tour centrale de l'édifice remonte au XVe siècle, vers 1480.

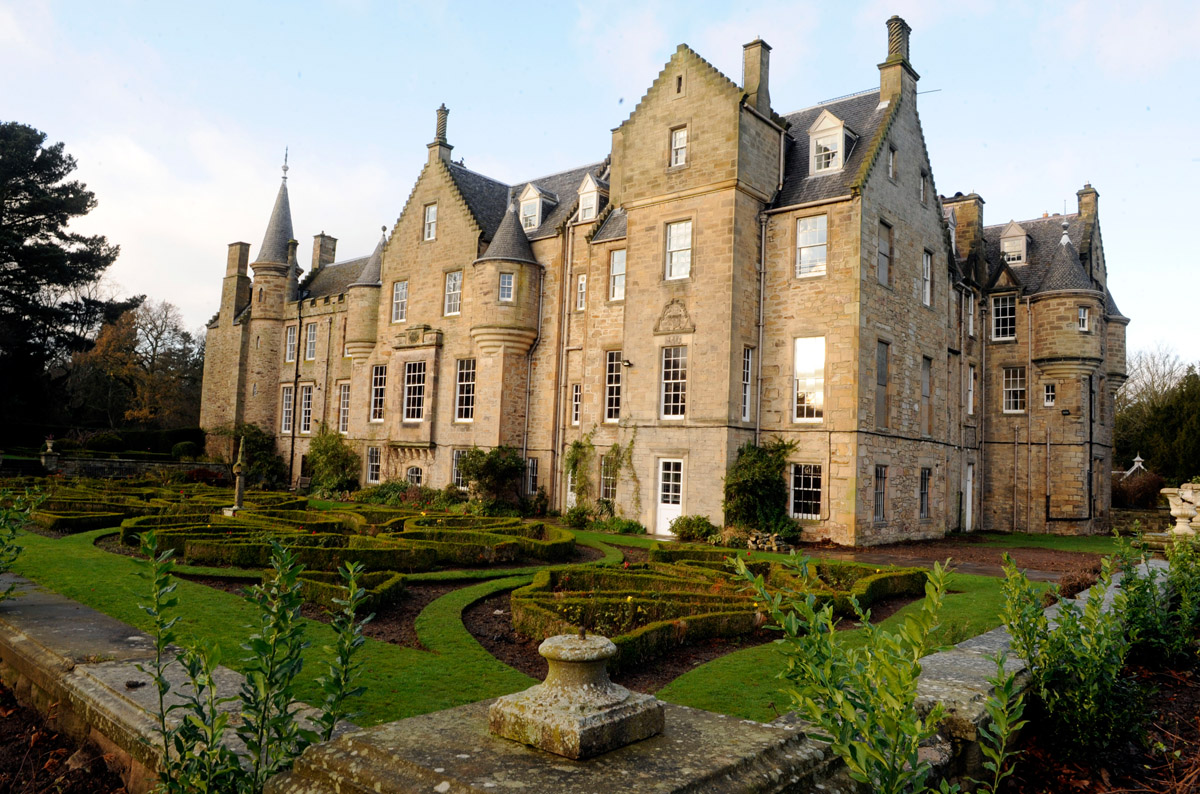
Jardin de Carberry Tower

## Histoire
Les terres sur lesquelles se trouve la tour Carberry sont mentionnées pour la première fois au XIe siècle lorsque le roi David Ier d'Écosse cède "Caerbairin" (Carberry) aux moines de l'abbaye de Dunfermline. Le premier propriétaire ou locataire du terrain était John de Crebarrie,  mais ce sont les Johnstone qui furent les premiers propriétaires de Carberry Tower, à l'origine une simple maison-tour carrée. En 1541, Hugh Rigg, avocat du roi, loua les terres de l'abbaye et conclu un accord avec l'abbé de Dunfermline pour louer le domaine jusqu'en 1585.

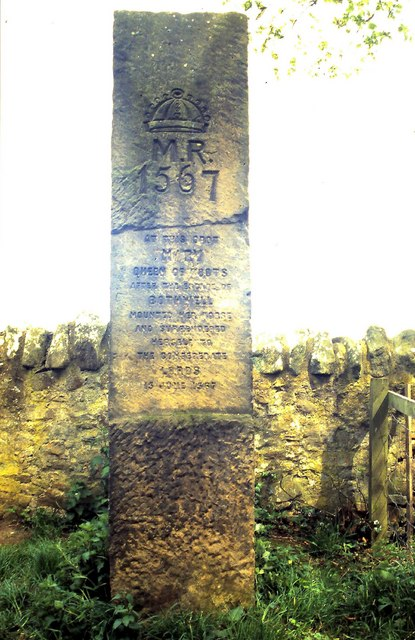
Mont Queen Mary, Carberry Hill

En juin 1567, sur Carberry Hill, une partie du domaine de Carberry, Marie, reine d'Écosse, affronte une armée rassemblée par une confédération de ses seigneurs. Elle se rendit rapidement aux seigneurs, puis fut emprisonnée. Un monument, le Queen's Mount, se dresse toujours à proximité pour commémorer l'incident.
En 1587, après la Réforme écossaise, les terres et la tour de Carberry furent annexées par la Couronne et de nouveaux supérieurs, les Maitlands de Lauderdale, furent nommés. La famille Rigg, qui possédaient également des navires, se réinstalla e, en 1599, Mungo Rigg de Carberry et James Rigg intentèrent un procès au sujet de l'achat d'un navire appelé l'Angel et de sa cargaison de bois norvégien à Harry Watson, un Écossais basé à Bergen. Le 1er avril 1600, les Riggs reçurent une charte d'Anne de Danemark, épouse de Jacques VI d'Écosse, pour leurs terres de "Carberrie".
En 1659, le domaine passa à Sir Adam Blair de Lochwood, mais cette famille n'y vécut que 30 ans avant de transférer la propriété à Sir Robert Dickson d'Inveresk, dont le fils, également nommé Robert, était le chef bailli de Musselburgh en 1745, lorsque les troupes rebelles jacobites passèrent entre Carberry et Musselburgh le 21 septembre, en route vers la bataille de Prestonpans.
En 1760, John Fullerton s'installe à Carberry Tower et commence un important agrandissement de la tour. La nièce de John, Elizabeth, épousa William Elphinstone en 1774 et la maison passa dans la famille Elphinstone en 1801. D'autres modifications ont été apportées à l'ancienne tour en 1830.
William Elphinstone, 15e Lord Elphinstone, succéda au domaine en 1861 et c'est lui qui fut en grande partie responsable de sa refonte complète et de la création de l'arboretum. Son fils, Sydney Herbert, 16e Lord Elphinstone, épousa Lady Mary Bowes-Lyon, sœur de la reine Elizabeth, la reine mère. La jeune Elizabeth rendit visite à sa sœur et aida au bazar de la Croix-Rouge organisé à Carberry Tower en 1915.
Le couple a apporté de grandes améliorations à la maison et au domaine, en particulier l'aménagement du jardin formel en 1911. Sydney Elphinstone est décédé en 1955 et sa femme, Lady Mary, est décédée six ans plus tard, en 1961. Lady Mary a légué la tour à l'Église d'Écosse qui a construit une annexe et une chapelle dans le parc. Une grande partie du domaine a été vendue en petites parcelles, bien que la majeure partie soit la propriété du domaine de Buccleuch.

## Évènementiel
En 2004, Carberry Tower a été acquise par l'association caritative Gartmore House et, en 2008, a bénéficié d'une rénovation majeure.
En avril 2011, la propriété a été acquise par Clarenco LLP qui opère sous la marque AmaZing Venues. Après une rénovation complète de plusieurs millions de livres, Carberry Tower est désormais un lieu de mariage et d'événementiel ainsi qu'un hôtel.
En juin 2015, Carberry Tower a été mise en vente par AmaZing Ventures pour 3 millions de livres sterling et vendue à Kingsland Estate Ltd..

## Festival de Carberry
Le Carberry Festival était un festival d'art chrétien qui s'est tenu pendant 22 ans à Carberry Tower, de 1986 à 2008. Le festival a atteint son apogée dans les années 1990 et a offert une opportunité de retraite, en particulier pour les jeunes familles, dans un cadre très tranquille et une maison qui, à cette époque, conservait un caractère non commercial. La musique était un élément central du festival et des centaines d'artistes chrétiens de tout pays se sont produits dans la chapelle (Fischy Music, Suzanne Adam, Vangel, Albert Bogle, Riding Lights Theatre Company, Yvonne Lyon, etc.